# كاري إنجبريجتسين
كاري إنجبريجتسين (بالنرويجية البوكمول: Kåre Ingebrigtsen)‏ هو مدرب كرة قدم ولاعب كرة قدم نرويجي في مركز الوسط، ولد في 11 نوفمبر 1965 في تروندهايم في النرويج. شارك مع منتخب النرويج لكرة القدم. أما مع النوادي، فقد لعب مع مانشستر سيتي ونادي بودو/غليمت ونادي روسنبورغ ونادي سترومسغودست ونادي فيكينغ ونادي ليلستروم.

## وصلات خارجية
- كاري إنجبريجتسين على موقع اتحاد النرويج (النرويجية)
- كاري إنجبريجتسين على موقع قاعدة بيانات كرة القدم.إي يو (الإنجليزية)
- كاري إنجبريجتسين على موقع ناشيونال فوتبول تيمز (الإنجليزية)
- كاري إنجبريجتسين على موقع Soccerway.com (الإنجليزية)
- كاري إنجبريجتسين على موقع عالم كرة القدم.نت (الإنجليزية)